# چیاچینگ
جیاجینگ یا چیاچینگ (چینی: 嘉靖؛ پین‌یین: Jiājìng؛ وید-جایلز: Chia-ching)، نام پادشاهی جو هوتسونگ (چینی: 朱厚熜، پین‌یین: Zhū Hòucōng) (زادهٔ ۱۶ سپتامبر ۱۵۰۷ - درگذشتهٔ ۲۳ ژانویه ۱۵۶۷ )، یازدهمین امپراتور دودمان مینگ بود که از ۱۵۲۱ تا ۱۵۶۷ بر چین فرمانروایی نمود.

## زندگینامه

### آغاز امپراتوری
جو هوتسونگ پسر جو یویوان، شاه شیانگ (۱۴۷۶-۱۵۱۹) و نوهٔ امپراتور چنگ‌هوا بود. او همچنین عموزادهٔ جنگ‌دو، امپراتور وقت بود که پس از مرگ او در آوریل ۱۵۲۱ و از آنجایی که جنگ‌دو هیچ وارثی نداشت، به عنوان جانشین او در ۲۷ مه ۱۵۲۱ با عنوان حکومتی چیاچینگ (به‌معنای «آرامش قابل‌تحسین») بر تخت امپراتوری نشست.

### دوران حکومت
چیاچینگ پس از رسیدن به قدرت خواست تا القابی در شأن والدین یک امپراتور را به پدر و مادرش، شاه و ملکهٔ شیانگ اعطا نماید و پدرش را پس از مرگ با عنوان امپراتور خطاب نمود. این کار چیاچینگ مورد اعتراض و مخالفت صدها نفر از درباریان که خود در انتخاب او نقش داشتند قرار گرفت اما امپراتور فرمان به دستگیری، شکنجه و قتل آن‌ها داد.
چیاچینگ پیرو تائوئیسم بود و سعی در نابودی بودیسم داشت. او همچنین محراب‌هایی تائویی را در کاخ خود برپا نمود و به دعا برای بخت خوب و عمر طولانی پرداخت. او به شدت به نخست‌وزیر فاسد خود یان جو تکیه داشت و دیگر پست‌های دولتی نیز در این زمان در دست عده‌ای معدود که مورد اعتماد امپراتور بودند قرار گرفته بود. در ۱۵۲۴ صدها نفر از اندیشمندان در برابر دروازه‌های کاخ دست به اعتراض زدند اما به دستور چیاچینگ مورد ضرب و شتم قرار گرفته که ۱۶ نفر آن‌ها کشته شدند و ۱۳۴ نفر نیز به زندان افتادند.
در این مدت بی‌کفایتی مقامات دولتی سبب بروز بحران در مناطق مرزی شده بود و قبایل مغول به فرماندهی آلتان خان، مرزهای شمال‌غربی را مورد تاخت و تاز خود قرار داده بودند. آن‌ها در فاصلهٔ ژوئیه تا اوت ۱۵۲۴، به شانشی حمله کردند، ۲۰۰ هزار چینی را در مسیر خود دستگیر یا قتل عام نمودند، یک میلیون رأس احشام آن‌ها را تصاحب کردند و هزاران خانه را به آتش کشیدند.
در فاصلهٔ ژوئیه تا نوامبر ۱۴۵۷، ژاپنی‌ها و دزدان دریایی، مناطق ساحلی جنوب‌شرقی چین به ویژه استان‌های فوجیان و ججیانگ را مورد تهاجم خود قرار داده بودند در نتیجه برای مقابله با حملات آن‌ها که دیگر از کنترل خارج شده بود، ممنوعیت شدیدی بر تجارت خارجی از طریق مسیرهای آبی وضع شد. مقامات محلی ججیانگ در ژانویهٔ ۱۵۵۰ طی دادخواستی تقاضا نمودند که این ممنوعیت تجاری برداشته شود.
در ۱ اکتبر ۱۵۵۰ بیجینگ به محاصرهٔ نیروهای آلتان خان درآمد. آن‌ها نواحی اطراف پایتخت را غارت نمودند اما بدون تصرف شهر عقب‌نشینی کردند. به دنبال این حملات سرانجام دو طرف در آوریل ۱۵۵۱ با یکدیگر به توافق رسیدند تا در ازای اینکه مغولان ۲ بار در سال امکان معاملهٔ اسب‌هایشان با چای و دیگر محصولات چینی را داشته باشند، حملاتشان به مناطق مرزی را متوقف سازند. اما ۶ ماه بعد پس از آنکه چین از دادن دام زنده به آن‌ها خودداری نمود دوباره حملاتشان را از سر گرفتند. چیاچینگ در ۱۵۵۳ دستور به ساخت دیواری جدید در بخش جنوبی بیجینگ را داد تا بناهای مقدس «معبد آسمان» و «معبد کشاورزی» را از حملات مغولان در امان دارد.
در اوایل ۱۵۵۵، دزدان دریایی به منطقهٔ ثروتمند هانگجو حمله کرده و هزاران نفر را به قتل رسانند. به دنبال این تهاجم، دولت چین دست به یورشی گسترده برای سرکوب دزدان دریایی زده و موفق می‌شود تا اوضاع مناطق ساحلی جنوب‌شرقی کشور را برای چهار سال در کنترل خود داشته باشد. ممنوعیت تجارت خارجی از طریق مسیرهای آبی نیز در ۱۵۶۷ لغو شده و چیاچینگ به پرتغالی‌ها اجازهٔ ساخت مرکزی در ماکائو را برای داد و ستد می‌دهد.
همچنین در این مدت شورش‌هایی در نواحی جنوبی چین روی می‌دهد از جمله شورش سربازان در نانجینگ که در اعتراض به کاهش جیرهٔ خود در مارس ۱۵۶۰ روی داد. آن‌ها طی این شورش معاون وزیر را به قتل رسانده، جسد لخت‌شدهٔ او را از تاقی آویخته و از او به عنوان هدف تیراندازی استفاده کردند. دولت نیز از بیم بروز دردسرهای تازه از مجازات آن‌ها خودداری نمود.

### مرگ
چیاچینگ پس از حکومت طولانی‌مدت خود در ۲۳ ژانویه ۱۵۶۷ درگذشت. او را در مقبرهٔ یونگ‌لینگ در بخش شرقی آرامگاه‌های دودمان مینگ به خاک سپردند. پس از او پسرش جو تزای‌هو با عنوان امپراتور لونگ‌چینگ به عنوان دوازدهمین امپراتور مینگ بر تخت نشست.